# فرانس غارو
فرانس غارو (من مواليد 15 أبريل 1967) هي رياضية كندية ، شاركت في مسابقات العدو . ولدت غارو في فيرنر ، أونتاريو .
تنافست غارو لصالح كندا في دورة الألعاب الأولمبية الصيفية لعام 1984 التي أقيمت في لوس أنجلوس بالولايات المتحدة في سباق 100 م وتتابع 4 × 100 متر حيث حصلت كندا على الميدالية الفضية (في عمر 17 سنة) مع زميلاتها أنجيلا بيلي، ماريتا باين وأنجيلا تايلور . كما فاز غارو بميداليات التتابع في دورة ألعاب الكومنولث عام 1990 ، وفي دورة الألعاب الجامعية الصيفية لعام 1993 ، وفي بطولتين للفرانكفونية .
وكانت غارو أيضا بطلة كندا في سباق 100 متر في عام 1989.

## الحياة الشخصية
هي متزوجة من لاعب أوتاوا رو رايدرز السابقز وابنهما ليام هو لاعب هوكي الجليد وتم اختياره في الجولة الأولى من مسابقات NHL Entry Draft لعام 2018 من قبل كولومبوس بلو جاكيتس . 

## روابط خارجية
- فرانس غارو على موقع الاتحاد الدولي لألعاب القوى (الإنجليزية)
- فرانس غارو على موقع اللجنة الأولمبية الدولية (الإنجليزية)
- فرانس غارو على موقع أوليمبيديا (الإنجليزية)
- فرانس غارو على موقع اتحاد ألعاب الكومنولث (مؤرشف) (الإنجليزية)